# Montecinos Cove
Die Montecinos Cove (spanisch Ensenada Montecinos) ist eine Nebenbucht der Discovery Bay von Greenwich Island im Archipel der Südlichen Shetlandinseln. Sie liegt zwischen dem Ferrer Point im Westen und dem Sotos Point im Osten.
Wissenschaftler der 1. Chilenischen Antarktisexpedition (1946–1947) benannten sie nach einem an der Forschungsreise beteiligten Offizier. Das UK Antarctic Place-Names Committee übertrug die Benennung 2005 ins Englische.